# Patrocínio (Minas Gerais)
Patrocínio es un municipio brasileño del estado de Minas Gerais.

## Geografía
Su población en 2010 era de 82.471 habitantes y en 2021 se estimaba en 92.116 habitantes.  Es el principal municipio de la Región Inmediata de Patrocínio, que pertenece a la Región Geográfica Intermedia de Patos de Minas.